# Люшерц
Люшерц (нем. Lüscherz) — коммуна в Швейцарии, в кантоне Берн. 
Входит в состав округа Эрлах. Население составляет 540 человек (на 31 декабря 2006 года). Официальный код — 0497.